# Loch nam Madadh
Loch nam Madadh (ook Loch na Madadh gespeld, in het Engels Lochmaddy) is een dorp aan de oostkust van het Schotse eiland Uibhist a Tuath in de Buiten-Hebriden. Letterlijk betekent Loch nam Madadh Meer van de honden.
Loch na Madadh is het aanlegpunt van de veerbootverbindingen vanuit Uig op het eiland Skye en vanuit Tairbeart op Na Hearadh, en heeft zich tot de belangrijkste nederzetting op het eiland ontwikkeld. Het ligt bij Sruth Mòr, het verzamelpunt van de hoofdweg van Uibhist a Tuath, de A867. Het dorp ligt in het verlengde van de Mus-pier, waar een hotel staat. Loch na Madadh ligt in een inham aan de Minch, die bezaaid ligt met kleine eilandjes en rotsen.
Er zijn een aantal kleinschalige handelszaken, en een museum met aangrenzende tearoom en een toeristeninformatiepunt, die alle gevestigd zijn in het Taigh Chearsabhagh. De naam Cearsabhagh is tevens de benaming voor het specifieke deel van de baai waar de kern van Loch na Madadh gelegen is. De herkomst van deze naam is onduidelijk; er bestaat een verhaal dat, ten tijde van de Viking-overheersing op de Hebriden, er ooit een Vikingschip in de baai is gekapseisd. Daarop zwom de bemanning aan land, en terwijl ze door het water ploeterden, riep een der Noormannen uit: „Tha sinn ceàrr 'sa bhaigh!“, wat betekent: „We zitten in de verkeerde baai!“. Sindsdien zou die plek de verkeerde baai heten, ofte Cearsabhagh. Alhoewel niet onmogelijk — het is bekend dat de Vikingen zich op de eilanden zodanig goed integreerden dat ze al snel de Gaelische taal overnamen —, wordt deze uitleg desalniettemin meestal als legende beschouwd. Vermoedelijk komt Cearsabhagh van het Oudnoordse Hjartabai: baai van de herten.